# Partido Radical de Oleh Lyashko
El Partido Radical de Oleh Lyashko (en ucraniano: Радикальна Партія Олега Ляшка), también conocido como Partido Radical y anteriormente conocido como Partido Radical-Democrático Ucraniano, es un partido político en Ucrania fundado en septiembre de 2010 y liderado por Oleh Lyashko.

## Historia
El partido se estableció en un congreso fundador en Mykolaiv el 18 de agosto de 2010 bajo el nombre de Partido Radical-Democrático Ucraniano. Bajo este nombre, se registró en el Ministerio de Justicia de Ucrania el 28 de septiembre de 2010. En ese momento, el partido estaba dirigido por Vladislav Telipko.
Durante su tercer congreso el 8 de agosto de 2011, Oleh Lyashko fue elegido el nuevo líder del partido. El mismo día, la formación cambió su nombre a Partido Radical de Oleh Lyashko.
En las elecciones parlamentarias ucranianas de 2012 el partido obtuvo el 1,08% de los votos a nivel nacional, obteniendo un escaño en una circunscripción electoral de la mano de su líder Oleh Lyashko. El partido tuvo más éxito en el Óblast de Chernígov, donde recibió el 10,69 por ciento de los votos, terminando quinto.  La circunscripción que ganó Lyashko también se encontraba en el Óblast de Chernígov. 
En las elecciones parlamentarias ucranianas de 2014, la lista del partido fue encabezada por Lyashko y ganó un 7,45% de los votos con 22 escaños. Recibió el apoyo de votantes rurales y regionales que anteriormente habían apoyado a Batkivshchina. Ese mismo año, Lyashko obtuvo un 8,34% de los votos en las elecciones presidenciales.
El 21 de noviembre de 2014, el partido se convirtió en miembro de la coalición que apoyaba al segundo gobierno de Arseni Yatseniuk y envió un ministro a este gobierno.
El Partido Radical abandonó la segunda coalición del gobierno de Yatsenyuk el 1 de septiembre de 2015 en protesta por una votación en el parlamento que implicaba un cambio en la Constitución de Ucrania que conduciría a la descentralización y a mayores poderes para las áreas en manos de separatistas prorrusos.
En las elecciones presidenciales de 2019, Lyashko volvió a presentarse y obtuvo un 5,48%. En las elecciones parlamentarias celebradas poco después el partido obtuvo un 4% de los votos, perdiendo su representación parlamentaria.

## Ideología
Los observadores habían definido al partido como de izquierdas, y algunos también lo describen como de derecha, o de ultraderecha.
Sin embargo, politólogos como Luke March, Mattia Zulianello, Paul Chaisty así como Stephen Whitefield clasifican al partido como de izquierdas, y el Oxford Handbook of Populism de 2017 también describe al partido como de izquierdas. El Centro Razumkov también clasifica al Partido Radical como uno de "perfil claramente izquierdista"
En cuanto a las preocupaciones de la retórica nacionalista de línea dura del Partido Radical, el analista político Georgy Chizhov argumenta: "Difícilmente se puede considerar a Lyashko un verdadero nacionalista; no se adentra en la jungla de la ideología y castra por completo la esencia de sus llamamientos como gloriosas tradiciones del pasado." El Partido Radical se centra en Liashko, conocido por su populismo y su comportamiento altamente combativo. El partido defiende una serie de posiciones tradicionales de izquierda en economía como la reducción de los impuestos sobre los salarios la prohibición de la venta de tierras agrícolas y la eliminación del mercado ilegal de tierras, multiplicar por diez el gasto presupuestario en sanidad y crear centros de salud primaria en cada pueblo and mixes them with strong nationalist sentiments. y los mezcla con fuertes sentimientos nacionalistas. Anton Shekhovtsov del University College de Londres considera que el partido de Liashko es similar al populista y al nacionalista. Una opinión similar comparte el politólogo Mattia Zulianello. El politólogo Tadeusz A. Olszański describió el partido como liberal-nacionalista, proeuropeo y populista.
Liashko y su partido combinan posturas económicas radicalmente izquierdistas con una visión autoritaria y nacionalista de la sociedad. El partido promueve el concepto de Estado como regulador activo y autoritario de la sociedad y la economía. El partido apoya un amplio bienestar social, el proteccionismo como forma de apoyar a las industrias nacionales, generosas subvenciones agrícolas y la aplicación del control estatal sobre los precios. Una de las propuestas emblemáticas del partido es que el Estado pague al menos 5.000 jrivnias a cada agricultor por cada vaca que posea, y que compense el 50% del coste del equipamiento agrícola. La base ideológica del partido se describió como populismo social de izquierdas con cualidades paternalistas; En su programa, el partido afirma" "El propósito del Partido Radical - una sociedad de igualdad de oportunidades y bienestar." Del mismo modo, el partido también afirma la "protección de los desfavorecidos" como su objetivo primordial.